# Stierva
Stierva (Stürvis oficialmente en alemán hasta 1943) era una comuna suiza del cantón de los Grisones. El 1 de enero de 2015 se fusionó con las antiguas comunas de Alvaschein, Mon, Tiefencastel, Alvaneu, Brienz/Brinzauls y Surava para constituir la nueva comuna de Albula/Alvra.

## Ciudades hermanadas
- Olten.